# Полярная чайка
Полярная чайка, или исландская чайка (лат. Larus glaucoides), — вид крупных птиц из семейства чайковых (Laridae).

## Внешний вид
Оперение у всех фенотипов окрашено в светлые тона, какой-либо тёмный узор отсутствует. У взрослых особей серое оперение и желтовато-зелёный клюв. Молодые птицы, как правило, весьма светло-серого цвета. Хвост несколько темнее, чем у похожего вида бургомистра (Larus hyperboreus) и не имеет розоватого оттенка. Клюв меньше и тоньше, чем у бургомистра. Крик полярной чайки напоминает «смех» серебристой чайки (Larus argentatus), но немного выше. Величина этого вида составляет от 50 до 66 см, а размер крыльев — от 115 до 140 см. Вес полярной чайки варьирует в пределах от 820 до 1100 г.

## Распространение
Гнездится в арктических регионах Канады и в Гренландии. Зимовка в северной части Атлантического океана вплоть до Британских островов, а также на северо-восточном побережье США и, изредка, в регионе Великих озёр. В Европе полярная чайка встречается реже, чем бургомистр.

## Поведение
Полярная чайка гнездится в колониях либо поодиночке на прибрежных камнях и скалах. В своё простое гнездо она, как правило, откладывает от двух до трёх яиц. Половой зрелости птенцы достигают в возрасте четырёх лет.

## Питание
Как и все представители рода чаек (Larus), полярная чайка всеядна. В её пищу входит как падаль, так и живая добыча небольших размеров. Эта чайка пытается в полёте добыть пищу, находящуюся на поверхности воды или близко к ней. Также она повсеместно пытается найти съедобное, передвигаясь по суше или плавая.

## Классификация
Международный союз орнитологов выделяет 3 подвида:
- Larus glaucoides glaucoides B. Meyer, 1822
- Larus glaucoides kumlieni Brewster, 1883
- Larus glaucoides thayeri W. S. Brooks, 1915 — Чайка Тэйера

## Галерея

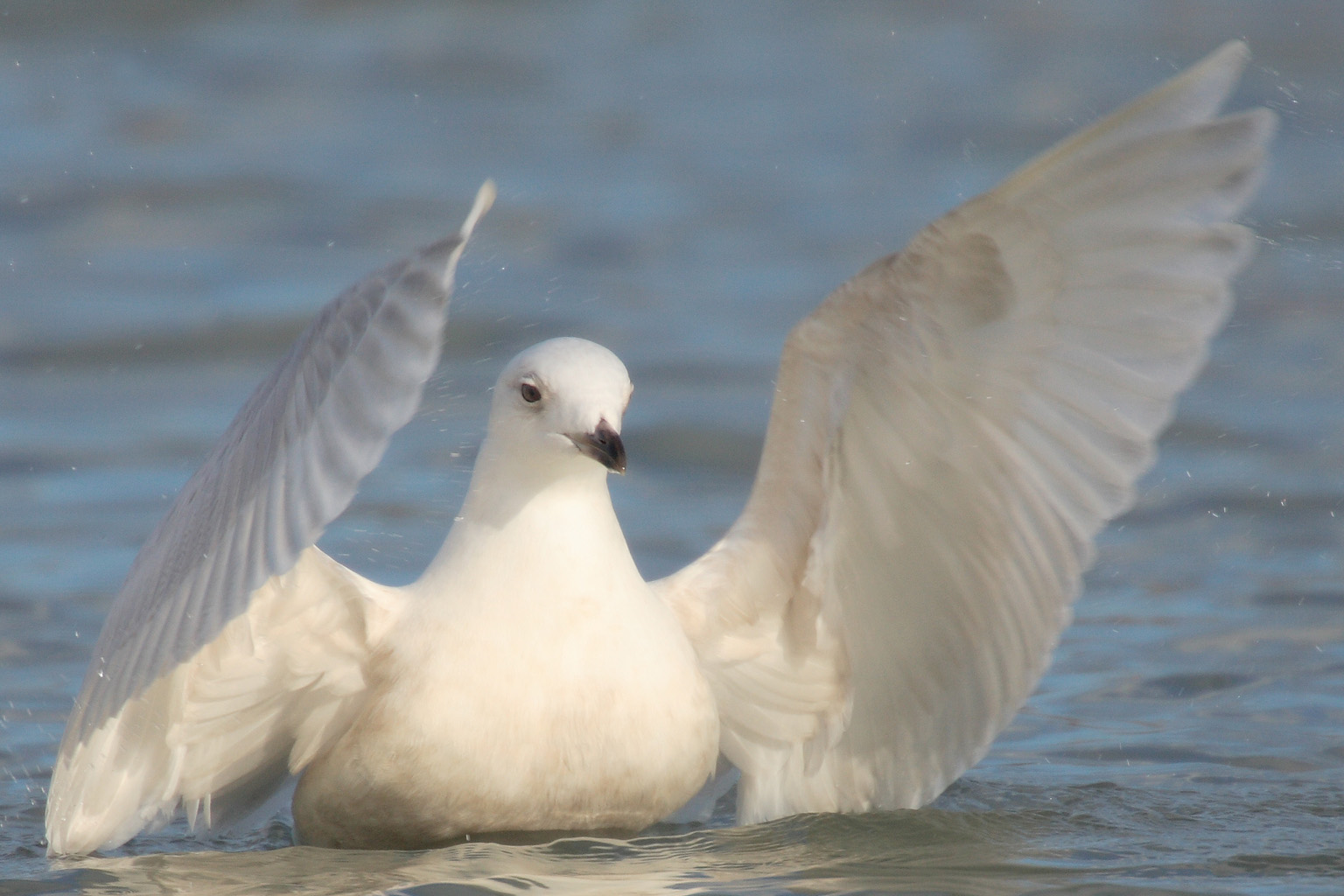
Полярная чайка на воде
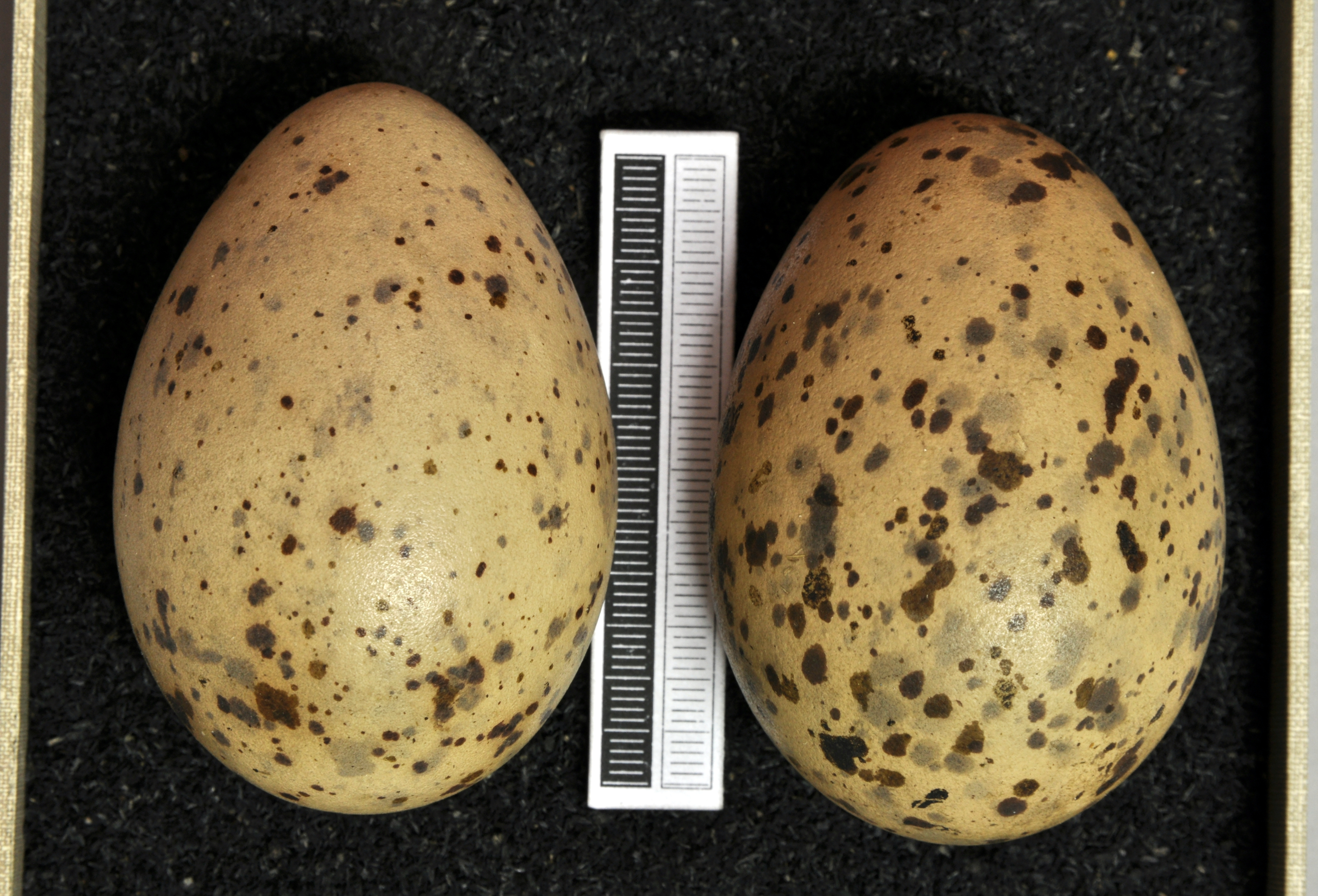
Яйца полярной чайки в музее Висбадена
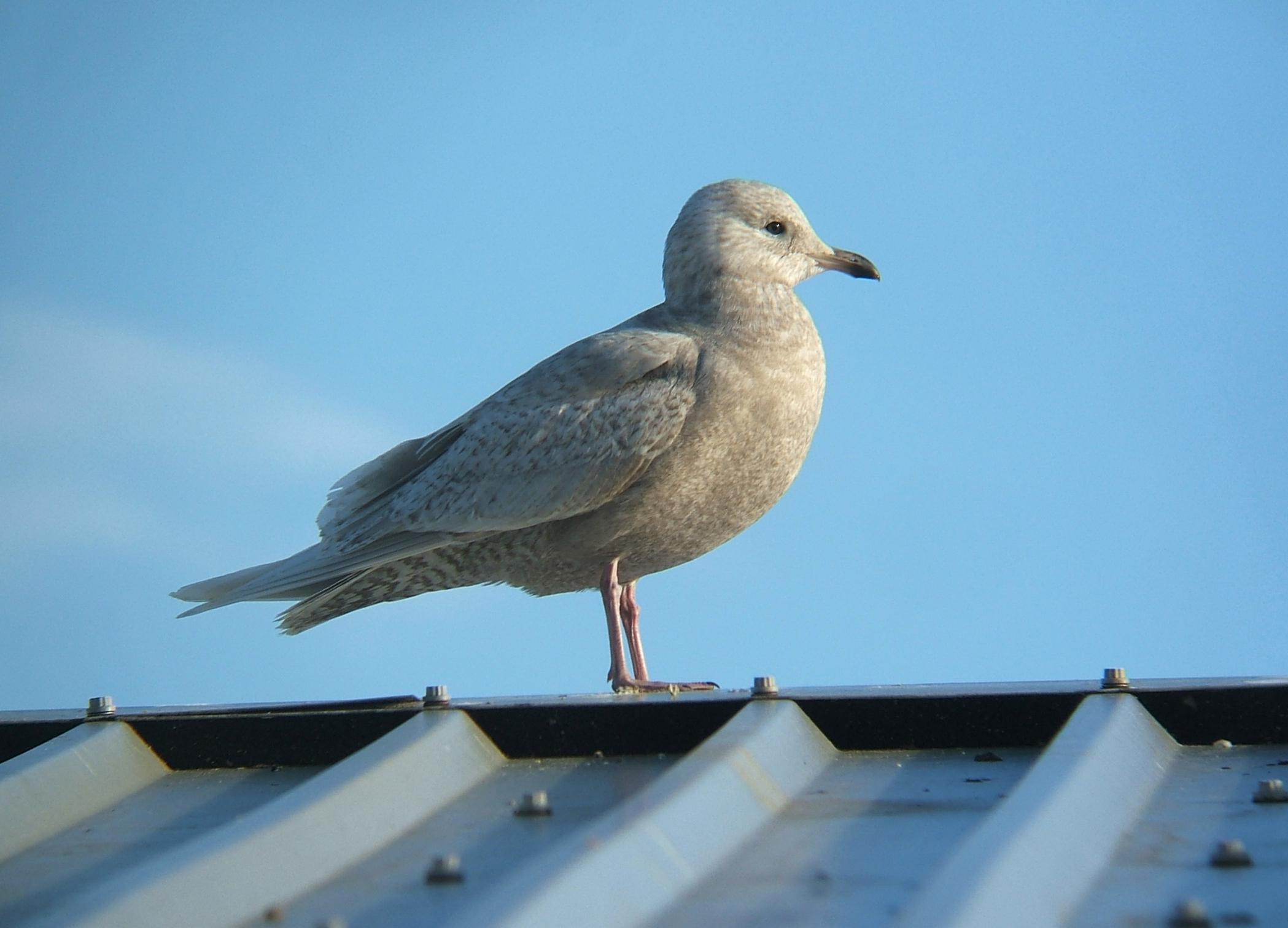
На крыше дома
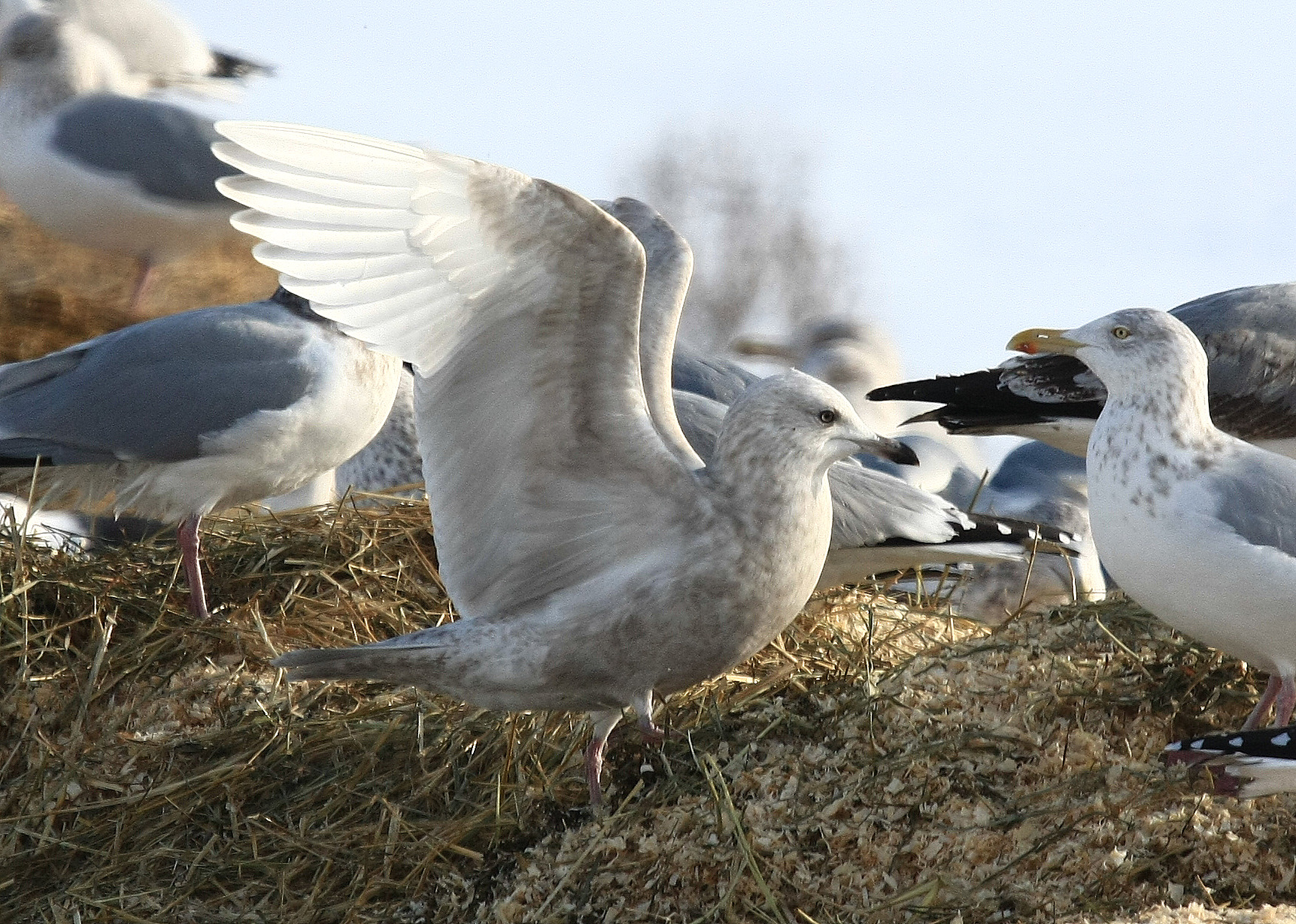
Полярные чайки в Нью-Йорке
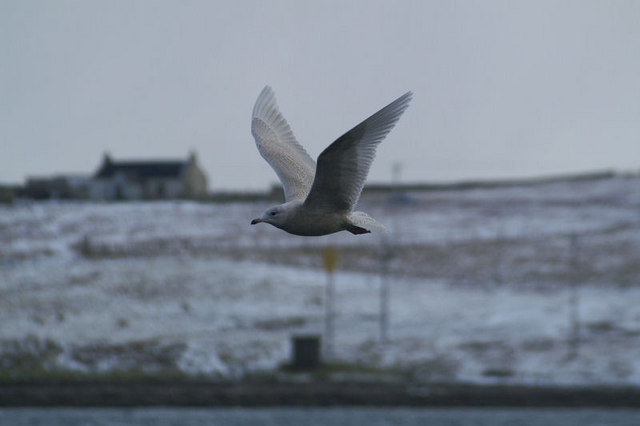
Взрослая птица в полёте